# ريتشارد هولت (سياسي)
ريتشارد هولت (بالإنجليزية: Richard Holt)‏ هو سياسي بريطاني، ولد في 2 أغسطس 1931، وتوفي في 20 سبتمبر 1991. حزبياً، نشط في حزب المحافظين. في الانتخابات العمومية للمملكة المتحدة 1983 ‏، انتخب عضو البرلمان التاسع والأربعون للمملكة المتحدة عن دائرة Langbaurgh (UK Parliament constituency) ‏ خلال فترته النيابية ‏ (9 يونيو 1983 – 18 مايو 1987) وفي الانتخابات العمومية للمملكة المتحدة 1987 ‏، انتخب عضو البرلمان الخمسون للمملكة المتحدة عن دائرة Langbaurgh (UK Parliament constituency) ‏ خلال فترته النيابية ‏ (11 يونيو 1987 – 20 سبتمبر 1991).